# Clinton Block
Il Clinton Block è uno storico edificio commerciale della città di Ithaca nello Stato di New York.

## Storia
È stato eretto tra il 1847 e il 1851.
L'edificio è iscritto nel registro nazionale dei luoghi storici dal 7 luglio del 1988.

## Descrizione
L'edificio, sviluppato su tre livelli, presenta uno stile neogreco. La facciata di mattoni rossi è ritmicamente scandita a intervalli regolari da aperture di eguali dimensioni.
L'ultimo piano ospitava una grande sala per eventi nota come Clinton Hall.